# 徐工集团
徐州工程机械集团有限公司（深交所：000425，简称徐工集团，英文缩写XCMG），总部位于中国江苏省徐州市。徐工集团是中国最大的工程机械制造商，产品体系丰富，涵盖工程起重机械、铲土运输机械、挖掘机械、筑路及养护机械、路面及压实机械、混凝土机械、桩工及非开挖机械、铁路建设装备、高空消防设备、重卡及特种专用车辆、专用底盘、发动机、液压件等主机和工程机械基础零部件产品。已连续两年位列全球工程机械制造商50强排行榜第三名。 2024年9月11日， 徐州工程机械集团有限公司以1027.07亿元营业收入位居248位，登上“中国企业500强”榜单。

## 企业历史
徐工集团的前身可以追溯到1943年成立的位于山东省莒南葫芦沟华兴铁工厂（鲁南第八兵工厂）。1953年5月，工厂从连云港新浦迁至徐州，与徐州实业公司铁工厂、大力铁工厂合并为徐州农业机械厂。1953年生产出徐州市第一台工作母机——35吨倾斜式冲床，1954年开始生产双轮双铧犁，1957年开始生产塔式起重机，工厂从农业机械开始向起重机械发展。1958年工厂规模已发展至2680人。1958年10月22日，国务院副总理薄一波视察该厂，提议将厂名更改为“徐州重型机械厂”，这个名称一直沿用至2004年9月。 
1962年，徐州重型机械厂接受一机部五局下达的Q51型5吨汽车起重机的研制任务。1963年，以老解放卡车为基础的Q51型5吨级汽车起重机研制成功。此后近20年间，徐重都是以Q51为主导产品。该汽车起重机也遍布全国各地。1967年研制成功Q2－10型10吨液压汽车起重机，标志着徐重汽车起重机从机械钢丝绳传动发展到全液压传动。1968年受军队委托，研制成功Q2-5H型5吨液压汽车起重机。1973年，试制8吨液压汽车起重机。1974年，徐州重型厂试制成功16吨液压汽车起重机QY16型。1975年，8吨、16吨汽车起重机专用底盘试制成功，填补了国内中大吨位起重机专用底盘的空白。 
1980年，徐州重型机械厂引进消化了日本多田野、三菱、日产、加藤汽车起重机，和德国利勃海尔公司全路面汽车起重机设计、制造技术，产品不断更新换代。1981年以后，徐重汽车起重机底盘形成了批量生产，解决了中大吨位起重机依赖进口底盘的被动局面。1980年开始，开始专业化生产，成为国家定点生产5-50吨液压汽车起重机，及其专用底盘和其它工程机械的专业厂。产品有QY12、QY20、QY32、QY40、QY50、上下车和QYD10立杆吊、JC6搅拌车、QY8A、QY25汽车起重机。
1989年7月28日，徐州重型机械厂、徐州工程机械制造厂（1948年成立）、徐州装载机厂（1949年成立）和徐州工程机械研究所等“三厂一所”为核心，正式组建徐州工程机械集团有限公司（简称徐工集团）。1989年成立时营业额3.8亿元。
1994年在对外经济贸易部的牵线下，徐工与全球的工程机械行业巨头卡特彼勒合资成立了“卡特彼勒(徐州)有限公司”，出资3800万美元，其中徐工集团持股比例为40%，后徐工股权被稀释到15.87%。外资方还规定徐工不能生产同类的液压挖掘机。
1990年代中期，在“上规模、做大做强”政策的推动下，徐州市人民政府将当地众多分散的机械行业企业重组并入徐工。徐工还托管着50多家主辅分离的改制企业。为此，从1994年至1999年，徐工连续6年亏损。
1998年徐工营收37亿元。1999年，徐工开始逐步剥离不良资产，先后拿出13亿元资金，改制剥离56家中小企业。1999年营业收入突破50亿元。
1989年至今，徐工集团一直保持中国工程机械领域第一，不仅建立了品种齐全的工程机械设计制造体系，还在汽车起重机、随车起重机、压路机、挖掘装载机等9类主机及3类关键零部件市场占有率上位居国内第一。另有5类主机的出口量位居国内行业第一。按照《中国工程机械》2011年7月的评选，徐工集团以51.87亿美元的销售额，位列世界工程机械第七名，中国第一名。在2011年11月22日发布的《中国企业竞争力报告（2011）》蓝皮书上，华锐风电科技（集团）股份有限公司、徐工集团、中国长城计算机深圳股份有限公司位居前三强，徐工集团名列第二。

## 下属公司
徐工集团的产品门类齐全，旗下各分子公司生产的产品和服务如下：
- 徐工集团重型机械有限公司：汽车起重机、全路面起重机、越野轮胎起重机、高空消防车
- 徐工集团机械科技分公司：压路机、铺路机、装载机、拌合站
- 徐工集团机械建设机械分公司：履带起重机、混凝土泵车
- 徐工集团筑路机械有限公司：稳定土拌和机、稳定土厂拌设备、平地机系列、路面铣刨机（英语：Pavement milling）、路面冷再生机、路面养护机械
- 徐工集团随车起重机有限公司：随车起重机、桥梁检测车、特种起重机、环卫设备、高空作业车、拉臂钩、液压钢丝绞盘
- 徐工集团特种工程机械有限公司：小型装载机、挖掘装载机、滑移装载机、伸缩臂叉装机、矿用装载机、驱动桥
- 徐工集团液压件有限公司：起重机用液压缸、成套液压系统
- 徐工集团铁路装备有限公司：凿岩台车、架桥机、运梁车、提梁机、砂浆车
- 徐工集团挖掘机械有限公司：大、中、小吨位的全液压挖掘机
- 徐工集团基础工程机械有限公司：旋挖钻、水平定向钻、连续墙抓斗、掘进机
- 徐工集团南京汽车制造有限公司：重型卡车、自卸车、各种专用车辆
- 徐工集团进出口有限公司：工程机械产品的进出口服务
- 徐工集团工程机械租赁有限公司：全套徐工集团主机产品的租赁业务
- Fluitronics GmbH:总部位于德国的液压元件企业，生产液压泵、液压发动机、液压阀及相关电控元件。

## 学校
创办于1992年的徐州工程机械技师学院，是徐工集团独资兴建的工程机械特色的职业技术学校，培养工程机械制造、操作方面的高级技术人才。

## 合作
在2023年1月上映的中国科幻片《流浪地球2》中，许多工程机械车辆都由徐工集团打造。